# Склавунос, Георгиос
Георгиос Склавунос (греч. Γεώργιος Σκλαβούνος, 16 октября 1868 — 1954) — греческий медик, профессор Афинского университета, член Афинской академии наук.

## Биографические сведения
Георгиос Склавунос родился в провинции Титорея, Фтиотида. В 1884 году он начал изучать право в Афинском университете. Когда через год университет был закрыт из-за призывов на военную службу, Склавунос отправился в Цюрих, а затем в Баварию, где поступил в медицинскую школу в Вюрцбурге. Закончил её в 1891 со степенью кандидата, после чего работал два года в качестве помощника в институте анатомии и вернулся по семейным обстоятельствам в Грецию.
В Афинах он был назначен профессором анатомии. Преподавал в Афинском университете в период 1899 по 1938 годы, стал основателем греческой школы анатомии. По его инициативе при помощи студентов была расширена экспозиция анатомического музея, в котором теперь были представлены гипсовые и восковые слепки костей, суставов и т. д. Преемником Склавуноса стал Георгиос Апостолакис.
С 1897 года стал пожизненным членом Международной ассоциации анатомии, а в 1926 году был избран членом Афинской академии наук. Главный труд Склавуноса «Анатомия человека» был опубликован в 1906.

## Память
28 ноября 2010 года муниципалитет Амфиклия, Фтиотида, теперь Амфикилия-Элатия по расширенному административному делению 2011 г., открыл музей Георгиоса Склавуноса.
Открытие и передача его экспонатов происходило в сотрудничестве с медицинским факультетом Афинского университета. Кроме того был установлен бюст ученого, заказанный греческими медиками, учеными Афинского университета П. Скандалакисом и Д. Лаппасом.